# 猿翁十種
猿翁十種（えんおう じっしゅ）は、昭和39年（1964年）に三代目市川猿之助が撰じた澤瀉屋・市川猿之助家のお家芸。
祖父・二代目市川猿之助（初代市川猿翁）が創作し、得意とした舞踊劇を十番選んだものである。
- 悪太郎（あくたろう）
- 黒塚（くろづか）
- 高野物狂（こうや ものぐるい）
- 小鍛冶（こかじ）
- 独楽（こま）
- 二人三番叟（ににん さんばそう）
- 蚤取男（のみとり おとこ）
- 花見奴（はなみやっこ）
- 酔奴（よいやっこ）
- 吉野山道行（よしのやま みちゆき）